# 工人和社会党

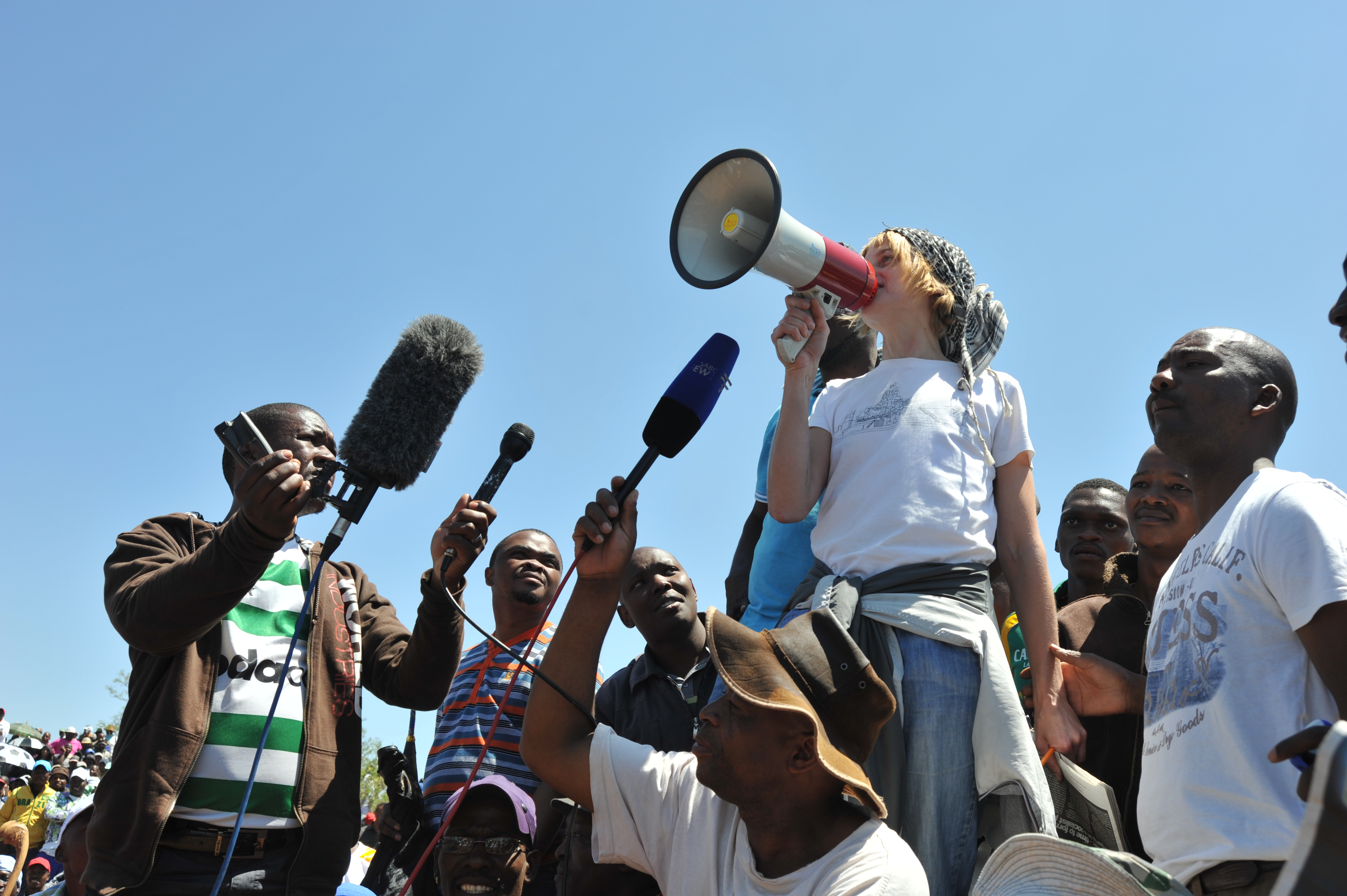
麗芙·尚格在2012年全國罷工期間對卡爾頓維爾的罷工礦工發表講話

工人和社会党（英語：Workers and Socialist Party，缩写为WASP）是南非的一个托洛茨基主义政党。该党成立于2012年12月18日，由工人国际委员会原南非支部民主社会主义运动和一些矿工建立。该党于2013年3月21日开始运作。2015年12月，民主社会主义运动解散，工人和社会党成为工人国际委员会新的南非支部。该党的意识形态是社会主义、马克思主义、托洛茨基主义。该党的政治立场是极左翼。该党实行集体领导。该党现为国际社会主义替代南非支部。